# 有罪
《有罪》（英語：Guilt）是一部於2018年上映的香港、大陆及台灣兩岸三地合拍色情片，劇情改編李宗瑞性侵案，由中國導演魯宗岳自導自演；香港演員陳少邦擔任男主角，其他演員包括：曾治豪、陳日豐及莊思敏。2017年4月9日舉行開機記者會。